# Parque González Hontoria
El parque González Hontoria es un parque situado en Jerez de la Frontera (Andalucía, España).

## Historia

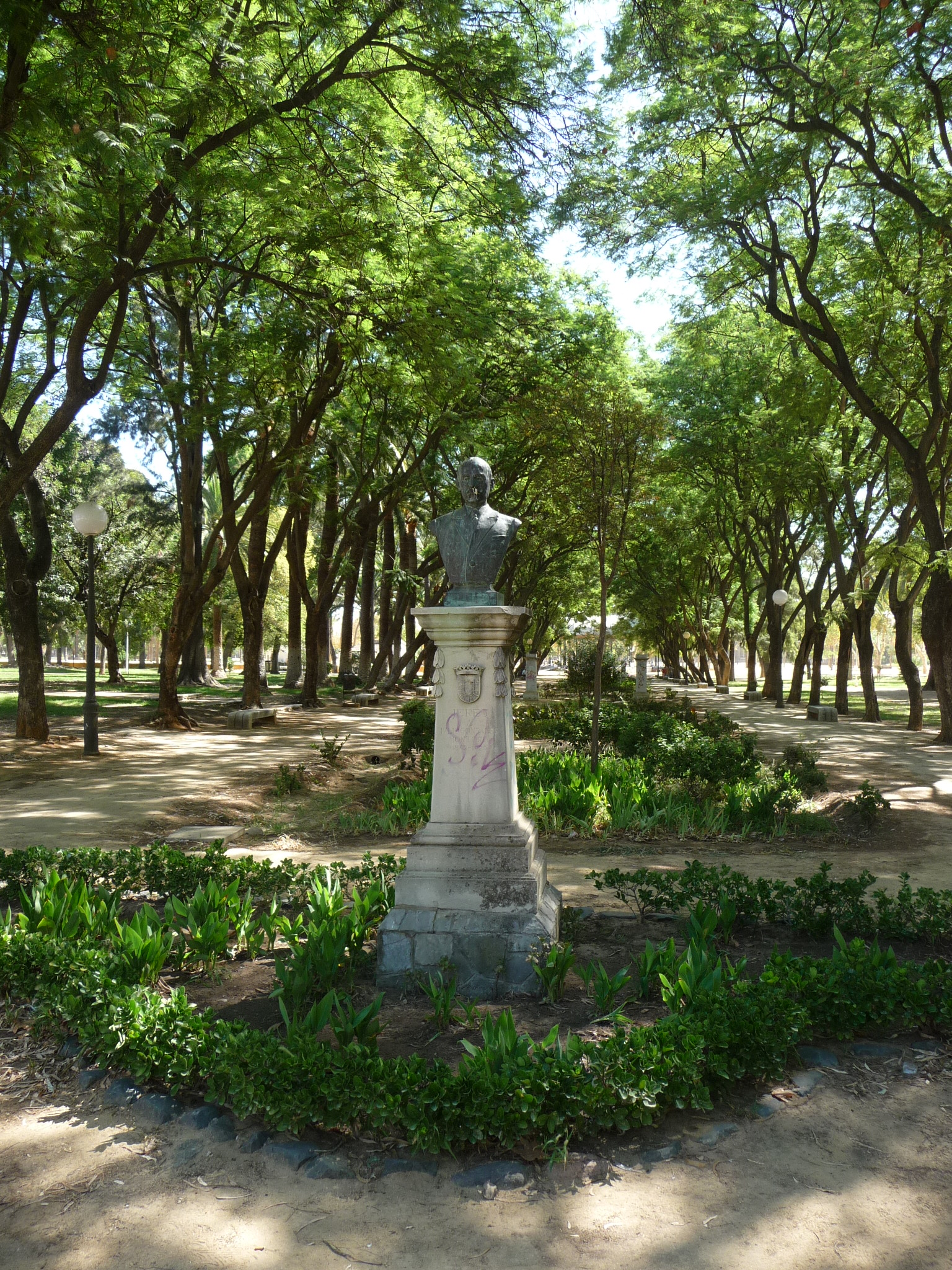
Monumento a Julio González

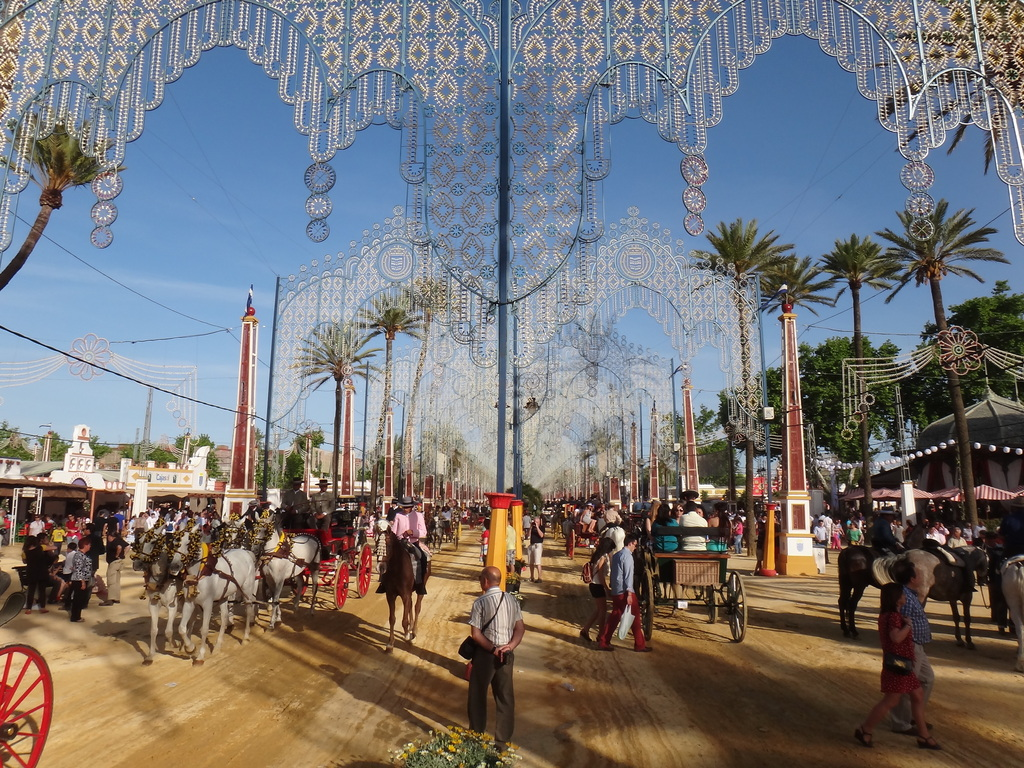
Paseo principal de la feria

El parque fue comprado por el alcalde Julio González Hontoria en el año 1902, cuando era un terreno formado por viñedos.
Cuenta con un restaurante en su zona de la avenida Álvaro Domecq.

## Usos
En este parque se celebran diferentes eventos como:
- La Feria del Caballo.[4][5]
- Festividad de San Antón (día de los animales).[6][7]
- Salida de la Cabalgata de Reyes Magos.[8]
- El Rastro

También se celebraron eventos que fracasaron, como la extensión de la feria tras la Expo 92.

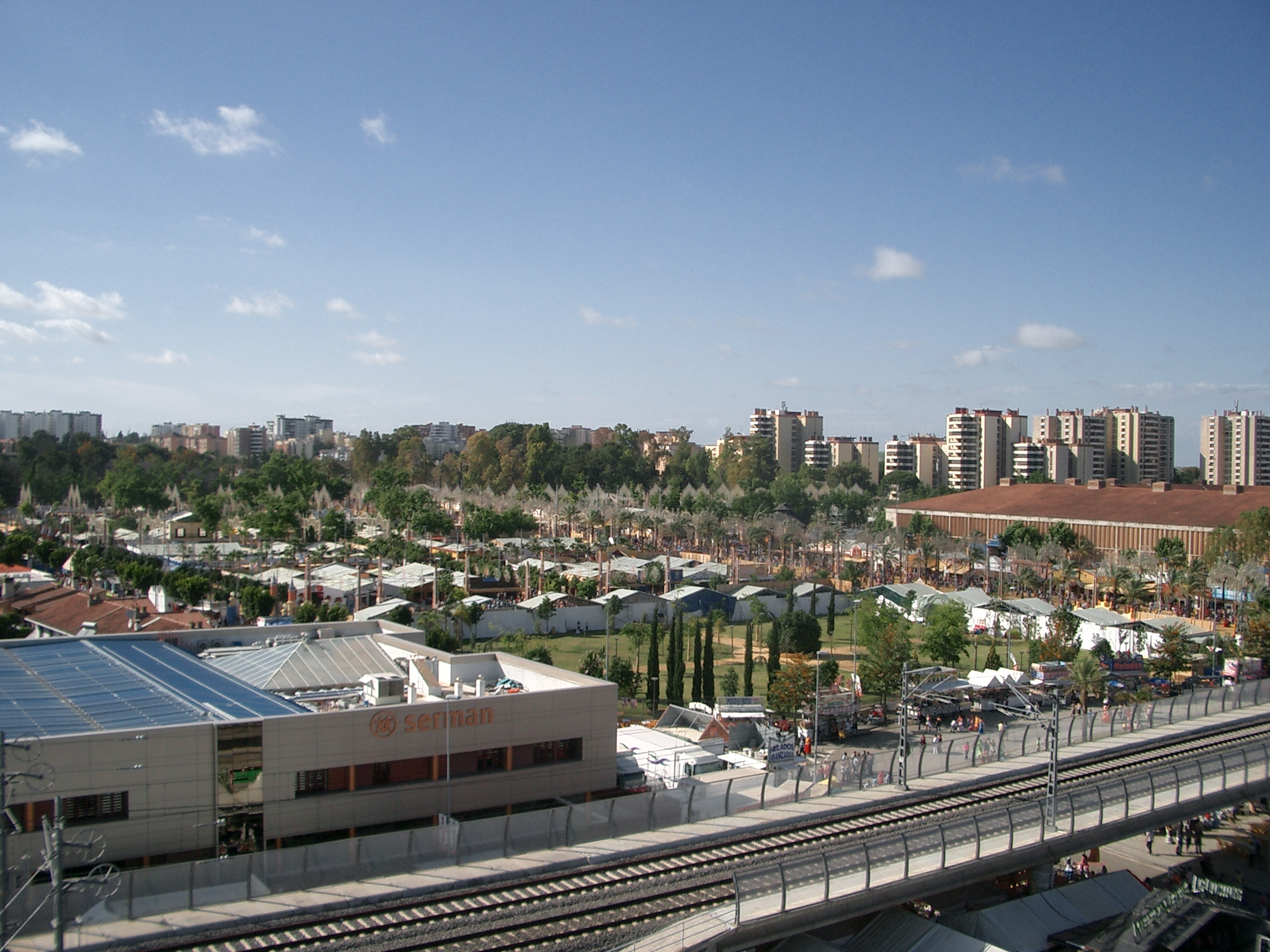
Vista desde la noria de la feria

En 2015 se aprobó la construcción de un restaurante en el parque para facilitar al público su disfrute todo el año y así paliar su estado de semi-abandono en los días en que no hay eventos.
En 2017 el Ayuntamiento de Jerez de la Frontera inició un plan para recuperar la Rosaleda que existía en el parque.